# Cyrtonus rotundatus
Cyrtonus rotundatus é uma espécie de artrópode pertencente à família Chrysomelidae.